# ليونيل كلاي
ليونيل كلاي (بالإنجليزية: Lionel Clay)‏ هو نقابي وسياسي أسترالي، ولد في 1900 في Chillagoe, Queensland ‏ في أستراليا، وتوفي في 16 أبريل 1965. نشط حزبياً في حزب العمال الأسترالي. وقد انتخب عضو مجلس النواب الأسترالي عن دائرة Division of St George ‏ (2 نوفمبر 1958 – 30 نوفمبر 1963).